# Hemiancistrus
Hemiancistrus es un género de peces de agua dulce de la familia de los loricáridos en el orden Siluriformes. Sus 26 especies habitan en aguas templado-cálidas y cálidas del sur de América Central y del centro y norte de América del Sur; son denominadas comúnmente viejas del agua. La especie que alcanza mayor longitud (Hemiancistrus aspidolepis) ronda los  40 cm de largo total.

## Distribución
Hemiancistrus habita en aguas cálidas y templado-cálidas del sur de América Central y del centro y norte de América del Sur, mayormente en cursos fluviales de pendiente atlántica, aunque también se distribuye en drenajes de la costa del Pacífico de Ecuador. Habita en Sudamérica en las cuencas del lago Maracaibo, del Amazonas, del Orinoco, y del Plata. El género se encuentra presente desde Panamá, Colombia, Ecuador, Perú, Bolivia, Venezuela, las Guayanas, Brasil y Paraguay, hasta el norte de la Argentina.

## Taxonomía
Este género fue descrito originalmente en el año 1862 por el ictiólogo holandés Pieter Bleeker.
Especies
Este género se subdivide en 26 especies:
- Hemiancistrus annectens (Regan, 1904)
- Hemiancistrus aspidolepis (Günther, 1867)
- Hemiancistrus cerrado L. S. de Souza, M. R. S. de Melo, Chamon & Armbruster, 2008
- Hemiancistrus chlorostictus A. R. Cardoso & L. R. Malabarba, 1999
- Hemiancistrus fugleri (Ovchynnyk, 1971)
- Hemiancistrus fuliginosus A. R. Cardoso & L. R. Malabarba, 1999
- Hemiancistrus guahiborum Werneke, Armbruster, Lujan & Taphorn, 2005
- Hemiancistrus hammarlundi
- Hemiancistrus holostictus Regan, 1913
- Hemiancistrus landoni
- Hemiancistrus macrops (Lütken, 1874)
- Hemiancistrus maracaiboensis L. P. Schultz, 1944
- Hemiancistrus medians (Kner, 1854)
- Hemiancistrus megacephalus
- Hemiancistrus megalopteryx A. R. Cardoso, 2004
- Hemiancistrus meizospilos A. R. Cardoso & J. F. P. da Silva, 2004
- Hemiancistrus micrommatos A. R. Cardoso & Lucinda, 2003
- Hemiancistrus panamensis (C. H. Eigenmann, 1922)
- Hemiancistrus pankimpuju Lujan & Chamon, 2008
- Hemiancistrus punctulatus A. R. Cardoso & L. R. Malabarba, 1999
- Hemiancistrus sabaji (Armbruster, 2003)
- Hemiancistrus snethlageae (Steindachner, 1911)
- Hemiancistrus spilomma A. R. Cardoso & Lucinda, 2003
- Hemiancistrus spinosissimus A. R. Cardoso & Lucinda, 2003
- Hemiancistrus subviridis Werneke, Sabaj Pérez, Lujan & Armbruster, 2005
- Hemiancistrus votouro A. R. Cardoso & J. F. P. da Silva, 2004
- Hemiancistrus wilsoni C. H. Eigenmann, 1918

## Hemiancistruscomo pez de acuario
Varias especies de Hemiancistrus son populares peces de acuario, al ser relativamente pequeñas y en algunas especie de color atractivo, como H. sabaji, de un llamativo color amarillo brillante cubierta por grandes lunares negros.